# 8262 Керкіч
8262 Керкіч (8262 Carcich) — астероїд головного поясу, відкритий 14 вересня 1985 року.
Тіссеранів параметр щодо Юпітера — 3,485.